# Žofie Braniborsko-Ansbašská
Žofie Braniborsko-Ansbašská (10. března 1485 Ansbach – 24. května 1537 Lehnice) byla braniborsko-ansbašská princezna a sňatkem lehnická kněžna.

## Život
Žofie se narodila jako dcera markraběte Fridricha I. Braniborsko-Ansbašského a jeho manželky Žofie Jagellonské, dcery polského krále Kazimíra IV.
24. listopadu 1518 se třiatřicetiletá princezna ve Slezsku provdala za o pět let staršího knížete Fridricha II. Lehnického, vdovce po její tetě Alžbětě Jagellonské. Fridrich nechal v Lehnici postavit renesanční zámek Piast, jehož hlavní portál byl ozdoben bustami Žofie a Fridricha. Pár je také vyobrazen na okně kostela Panny Marie (Naší paní) v Lehnici.
Žofie zemřela na jaře 1537, manžel ji přežil o deset let.

## Potomci
Z ani ne dvacetiletého manželství se narodily tři děti, dva synové a dcera:
- Fridrich III. Lehnický (22. února 1520 – 15. prosince 1570), kníže lehnický, ⚭ 1538 Kateřina Meklenburská (14. dubna 1518 – 17. listopadu 1570)
- Jiří II. Břežský (18. července 1523 – 7. května 1586), kníže břežský, ⚭ 1545 Barbora Braniborská (10. srpna 1527 – 2. ledna 1595)
- Žofie Lehnická (1525 – 6. února 1546), ⚭ 1545 Jan Jiří Braniborský (11. září 1525 – 8. ledna 1598), braniborský kurfiřt od roku 1571 až do své smrti